# Justino Flórez Llamas

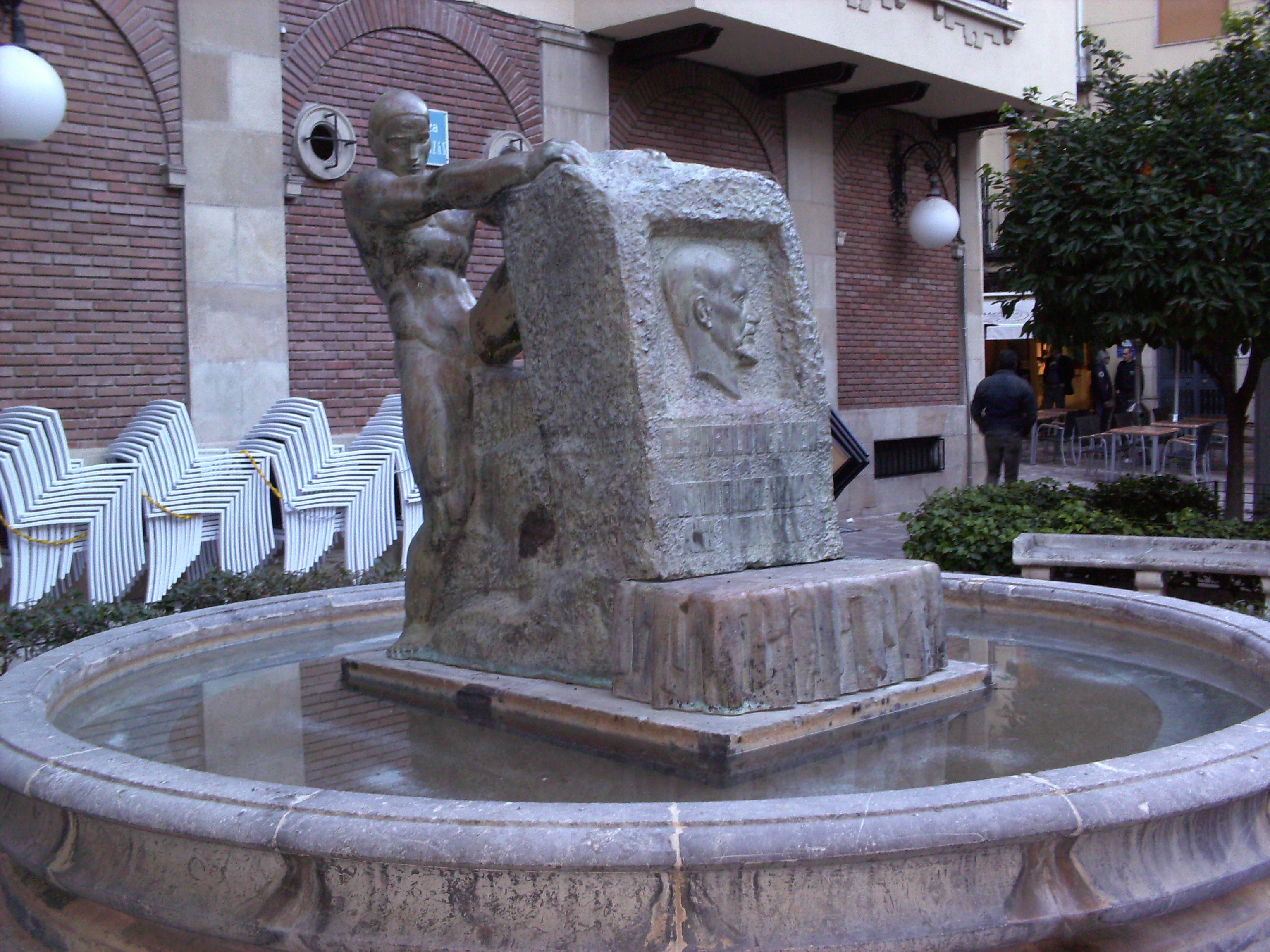
Monumento a Justino Flórez.

Justino Flórez Llamas (n. León en 1848 - f. 1927) fue un arquitecto español. Padre del arquitecto Antonio Flórez Urdapilleta, conocido por haber desarrollado una intensa actividad de creación de colegios en Madrid. Es conocido por su obra del Palacio Provincial de Jaén en 1885. Muchas de sus obras se realizaron en esta ciudad, donde fue arquitecto provincial. Jaén en homenaje le ha dedicado el nombre de una de sus calles, siendo el escultor José Capuz el que erigió un monumento dedicado a su memoria, y que se encuentra en la Plaza del Deán de Mazas. Su estilo arquitectónico era espiritual y evocaba en sus diseños al neogótico, al neorrománico y el románico-bizantino.